# Premiul Anne Frank
Premiul Anne Frank a fost un premiu literar care a fost acordat în Țările de Jos între anii 1957 și 1966 de către Netherland-America Foundation.
Premiul a fost instituit de către Albert Hackett și Frances Goodrich, care au scris o piesă de teatru intitulată Jurnalul Annei Frank, inspirată de Jurnalul Annei Frank (Het achterhuis). Piesa a obținut Premiul Pulitzer în anul 1956. Premiul era decernat scriitorilor sub 30 de ani și a fost acordat în anii următori pentru următoarele genuri: roman, poezie, piesă de teatru, eseu și povestire.
Printre cîștigătorii notabili ai premiului se numără Harry Mulisch și Cees Nooteboom.

## Câștigătorii premiului
- 1966 – Raoul Chapkis: Ik sta op mijn hoofd

- Henk van Kerkwijk: Geweer met terugslag
- 1965 – P.J.A.M. Buijnsters: Tussen twee werelden-Rhijnvis Feith als dichter van Het Graf

- Cornelis Verhoeven: Filosofie van de troost
- 1964 – E. Brent Besemer: (pentru întreaga operă)

- Peter Oosthoek: pentru regizarea piesei Nederlandse stukken
- 1963 – Peter Berger: Deze voorlopige naam

- Huub Oosterhuis: Uittocht, Groningen en andere gedichten
- 1962 – Ankie Peypers: Geen denken aan

- Geert van Beek: Buiten schot
- 1961 – Piet Calis: Mensen van de koningsstam, Napoleon op het Leidscheplein

- H.J.A. Hofland: (întreaga operă)
- 1960 – Cornelis Bauer: De groene boogschutter

- Rutger van Zeyst: De familieraad
- 1959 – Erik Vos: pentru regizarea piesei Arena

- Esteban Lopez: Fredegonde, De vrienden van vroeger, Mercedes, mijn zuster, Tederheid in het geding
- 1958 - Remco Campert: Vogels vliegen toch

- Nico Scheepmaker: Poëtisch fietsen, De kip van Egypte
- 1957 – Harry Mulisch: Archibald Strohalm

- Cees Nooteboom: Philip en de anderen